# 弗雷德·卡特
弗雷德里克·詹姆斯·卡特（英語：Frederick James Carter，1945年2月14日—），美国NBA联盟前职业篮球运动员。他在1969年的NBA选秀中第3轮第43顺位被巴尔的摩子弹选中。